# Козаченко Дмитро Анатолійович
Дмитро Анатолійович Козаченко (нар. 11 січня 1982, Київ, Україна) — український футболіст, воротар. Майстер спорту міжнародного класу (з 2001 року).

## Життєпис
Вихованець футбольної школи київської «Зміни». Перший тренер — Михайло Лабузов. Починав займатися як польовий гравець, але незабаром став на позицію воротаря. Професійну кар'єру розпочав у столичній «Оболоні». У команді дебютував 17 жовтня 1999 року в матчі проти охтирського «Нафтовика» (1:1). Потім грав за полтавську «Ворсклу-2» та Броварського «Нафком». У 19-років потрапив до італійської «Сієни», яка виступала в серії В. Тут не зміг конкурувати з іншими воротарями, тому перейшов до «Нафкому».
Взимку 2005 року перейшов у луганську «Зорю». В команді провів 62 матчі. У лютому 2007 року перейшов у сімферопольську «Таврію». У команді провів всього 2 матчі і перейшов в казахстанський «Атирау» на правах вільного агента. У грудні 2008 року залишив клуб. Незабаром перейшов в першолігову «Олександрію». У березні 2014 перейшов в кіровоградську «Зірку».
Навесні 2015 став грати за аматорський клуб «ВПК-Агро» з Магдалинівки, а влітку перейшов до «Енергії» (Нова Каховка).
У 2017—2020 роках грав за ЛНЗ, а у 2022 році став гравцем «Штурма» (Іванків).

## Кар'єра в збірній
У 2001 році у складі студентської збірної виступав на літній Універсіаді в Пекіні, де українська команда завоювала срібні медалі. Після перемоги на універсіаді був нагороджений званням — майстер спорту міжнародного класу.

## Особисте життя
Має вищу освіту закінчив — республіканське вище училище фізкультури, Переяслав-Хмельницький педагогічний університет. Одружений, разом виховують сина Івана.